# Єлатомська сільська рада
Єла́томська сільська рада (рос. Елатомский сельский совет) — сільське поселення у складі Бугурусланського району Оренбурзької області Росії.
Адміністративний центр — село Єлатомка.

## Населення
Населення — 795 осіб (2019; 933 в 2010, 1016 у 2002).

## Склад
До складу сільської ради входять:
| Населений пункт     | Населення, осіб (2002) | Населення, осіб (2010) |
| ------------------- | ---------------------- | ---------------------- |
| Єлатомка, село      | 800                    | 763                    |
| Лобовка, село       | 81                     | 68                     |
| Октябрський, селище | 135                    | 102                    |